# Weniamin Iossifowitsch Fleischmann
Weniamin Iossifowitsch Fleischmann (russisch Вениамин Иосифович Флейшман, manchmal Benjamin Fleischmann genannt; * 7. Julijul. / 20. Juli 1913greg. in Beschezk, Gouvernement Twer; † 14. September 1941 bei Leningrad) war ein sowjetischer Komponist.
Seine unvollendet nachgelassene Oper „Rothschilds Violine“ (nach der gleichnamigen Erzählung von Anton Tschechow) wurde von seinem Lehrer Dmitri Schostakowitsch vollendet und instrumentiert. Die Oper wurde 1968 unter Leitung von Maxim Schostakowitsch in Leningrad uraufgeführt. Das Werk gelangte in Vergessenheit, weswegen der Lehrer Schostakowitsch es mit Mitleid und Zorn verbindet. 
Weniamin Fleischmann fiel 1941 als Mitglied der Volksbrigade zur Verteidigung Leningrads im Kampf gegen die deutsche Belagerung.